# Ämten (Gärdserums socken, Småland)
Ämten är en sjö i Åtvidabergs kommun i Småland och ingår i Söderköpingsåns huvudavrinningsområde. Sjön har en area på 1,04 kvadratkilometer och ligger 92,2 meter över havet.

## Delavrinningsområde
Ämten ingår i det delavrinningsområde (645340-152367) som SMHI kallar för Utloppet av Ämten. Medelhöjden är 103 meter över havet och ytan är 5,27 kvadratkilometer. Det finns inga avrinningsområden uppströms utan avrinningsområdet är högsta punkten. Vattendraget som avvattnar avrinningsområdet har biflödesordning 2, vilket innebär att vattnet flödar genom totalt 2 vattendrag innan det når havet efter 74 kilometer. Avrinningsområdet består mestadels av skog (75 %). Avrinningsområdet har 1,04 kvadratkilometer vattenytor vilket ger det en sjöprocent på 19,7 %.